# Raimund Titsch

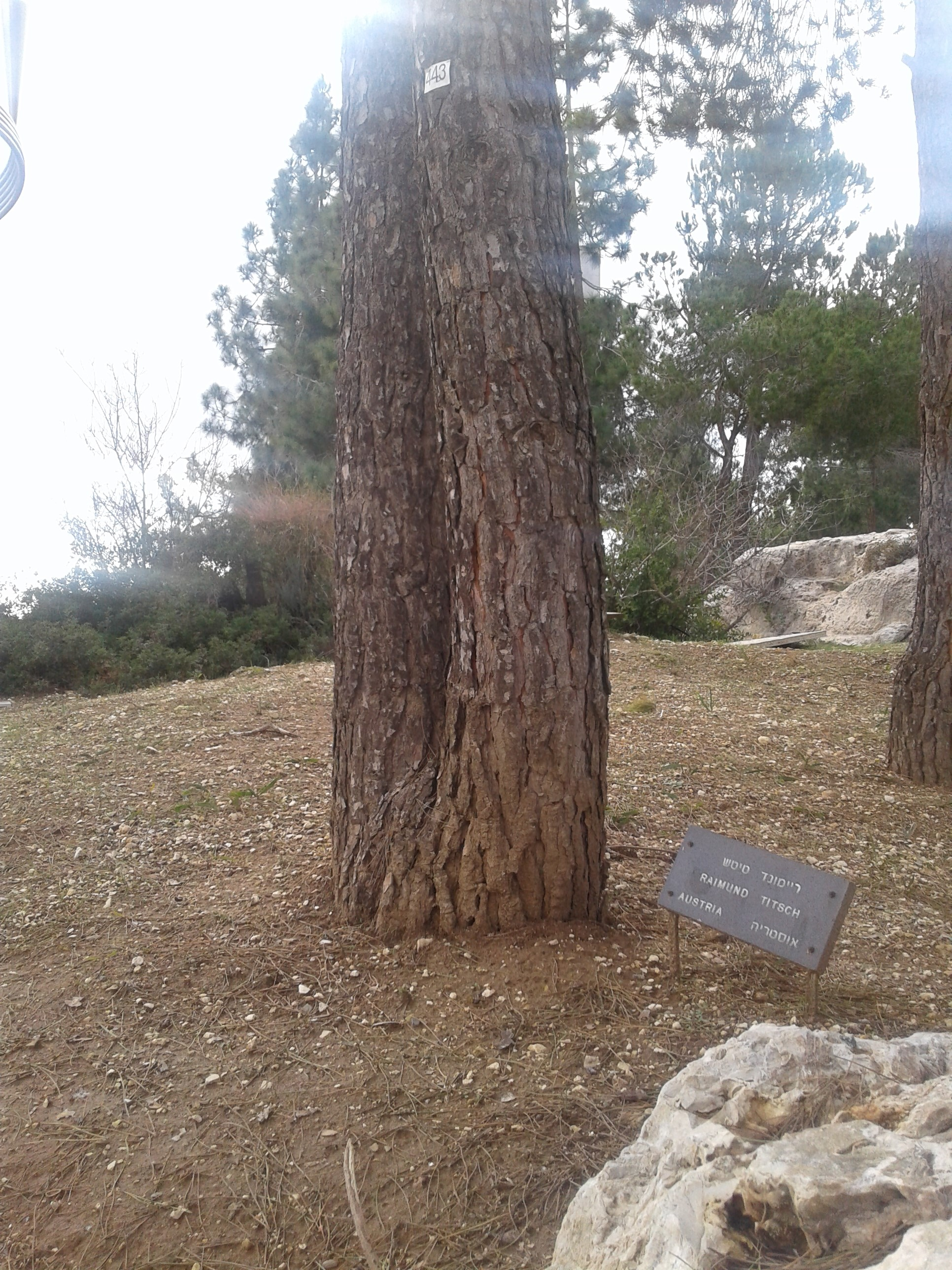
Drzewko w Jad Waszem upamiętniające Raimunda Titscha

Raimund Titsch (ur. 1897, zm. 1968, pochowany w Wiedniu) – austriacki kierownik fabryki odzieżowej Juliusa Madritscha w Płaszowie, a także jego zastępca w przedsiębiorstwie. Był rzymskim katolikiem.

## Życiorys
Razem z Juliusem Madritschem zatrudniał robotników żydowskich we współpracy z Judenratem krakowskiego getta. Madritsch i Titsch zatrudniali wielu Żydów, którzy nie byli profesjonalnymi pracownikami – w rzeczywistości tylko około 40% z 800 pracowników w fabryce szycia było zawodowymi krawcami. Madritsch i Titsch dbali o to, żeby warunki pracy były humanitarne. Dawali swoim robotnikom duże ilości chleba, by mogli sprzedawać część tego w getcie i pozwalali żydowskim robotnikom na kontakt z Polakami poza fabryką, a nawet zorganizowali w fabryce koszerną kuchnię. Madritsch i Titsch starali się pomagać Żydom w wydostawaniu się poza mury getta. Jedną ze swoich fabryk Madritsch otworzył w pobliżu getta w Tarnowie. Ta fabryka, zarządzana przez Titscha, zatrudniała około 800 pracowników (mniej niż połowa z nich potrafiła zawodowo szyć). Podobnie jak w Krakowie, pracownicy fabryki w Tarnowie pracowali w dobrych warunkach i otrzymywali większe racje żywnościowe. Samochód fabryczny, który był używany do dostawy materiałów, został również wykorzystany do przemytu towarów w getcie z pełną wiedzą Madritscha i Titscha.
Raimund Titsch zajmował się fotografowaniem obozu pracy i życia w Płaszowie. Na setkach zdjęć, ukazujących rozmaite sceny z życia obozowego, stworzył osobliwą kronikę obozu: zdjęcia z rozdzielania chleba dla pracowników przedsiębiorstwa Madritscha, sceny przy pracy w szwalni, jak też ujęcia ukazujące ciężką pracę, np. transportowanie wielkich ładunków przez więźniarki. Titsch fotografował też podczas prywatnych spotkań członków SS, np. Götha na swoim białym koniu, Götha z karabinem na balkonie, jego psy itd.
Zdając sobie w pełni sprawę z ryzyka, Titsch obawiał się dać filmy do wywołania. Zrobił to dopiero wiele lat po wojnie i pokazał odbitki Leopoldowi Pfefferbergowi, jednemu z ocalałych Żydów. W 1990 roku pokazano je w brytyjskiej telewizji w postaci dokumentalnego filmu o Płaszowie i Madritschu, po czym zostały przekazane do Instytutu Jad Waszem w Jerozolimie i Muzeum Holokaustu w Waszyngtonie. Fotografie te były jedną z inspiracji dla australijskiego pisarza, Thomasa Keneally’ego, autora książki „Arka Schindlera”, którą rok później Steven Spielberg wykorzystał jako kanwę do swojego filmu „Lista Schindlera”.